# Прача (река)
Прача (61 km) је река у Босни и Херцеговини. Река је лева притока реке Дрине, извире (Врело Праче) на северним падинама Јахорине на 1.540 m надморске висине. Протиче кроз насељена места: Подграб, Прача, Реновица, Месићи и Устипрача где се улива у Дрину. Већа притока је Ракитница, која протиче кроз Рогатицу.
У Месићима се налази хидроелектрана, изграђена 1950. године. Висина бране је 12.8, а дужина 36 m. Акумулација има корисну запремину од 50.000 m³. Инсталисана су два агрегата укупне снаге 3,1 MW, а годишња производња премашује 21 GWh.
Долином Праче је пролазила и железничка пруга уског колосека Сарајево — Ужице, која је укинута 1976. године. Пругу је изградила Аустроугарска 1903. године.